# Peter Callebout
 (mars 2022).
La mise en forme du texte ne suit pas les recommandations de Wikipédia : il faut le « wikifier ».
Les points d'amélioration suivants sont les cas les plus fréquents :
- Les titres sont pré-formatés par le logiciel. Ils ne sont ni en capitales, ni en gras.
- Le texte ne doit pas être écrit en capitales (les noms de famille non plus), ni en gras, ni en italique, ni en « petit »…
- Le gras n'est utilisé que pour surligner le titre de l'article dans l'introduction, une seule fois.
- L'italique est rarement utilisé : mots en langue étrangère, titres d'œuvres, noms de bateaux, etc.
- Les citations ne sont pas en italique mais en corps de texte normal. Elles sont entourées par des guillemets français : « et ».
- Les listes à puces sont à éviter, des paragraphes rédigés étant largement préférés. Les tableaux sont à réserver à la présentation de données structurées (résultats, etc.).
- Les appels de note de bas de page (petits chiffres en exposant, introduits par l'outil «  Source ») sont à placer entre la fin de phrase et le point final[comme ça].
- Les liens internes (vers d'autres articles de Wikipédia) sont à choisir avec parcimonie. Créez des liens vers des articles approfondissant le sujet. Les termes génériques sans rapport avec le sujet sont à éviter, ainsi que les répétitions de liens vers un même terme.
- Les liens externes sont à placer uniquement dans une section « Liens externes », à la fin de l'article. Ces liens sont à choisir avec parcimonie suivant les règles définies. Si un lien sert de source à l'article, son insertion dans le texte est à faire par les notes de bas de page.
- La présentation des références doit suivre les conventions bibliographiques. Il est recommandé d'utiliser les modèles {{Ouvrage}}, {{Chapitre}}, {{Article}}, {{Lien web}} et/ou {{Bibliographie}}. Le mode d'édition visuel peut mettre en forme automatiquement les références.
- Insérer une infobox (cadre d'informations à droite) n'est pas obligatoire pour parachever la mise en page.

Pour une aide détaillée, merci de consulter Aide:Wikification.
Si vous pensez que ces points ont été résolus, vous pouvez retirer ce bandeau et améliorer la mise en forme d'un autre article.
 (mars 2022).
Pour les articles homonymes, voir Callebout.
Peter Callebout (Londres, 20 juin 1916 - Bruxelles, 3 août 1970) est un architecte et designer belge.
Il est connu pour ses projets architecturaux régionaux et rationnels aux espaces intérieurs raffinés. Il est influencé par le travail de Richard Neutra, l'architecture scandinave et de tradition japonaise. Il a principalement travaillé en Flandre.

## Biographie

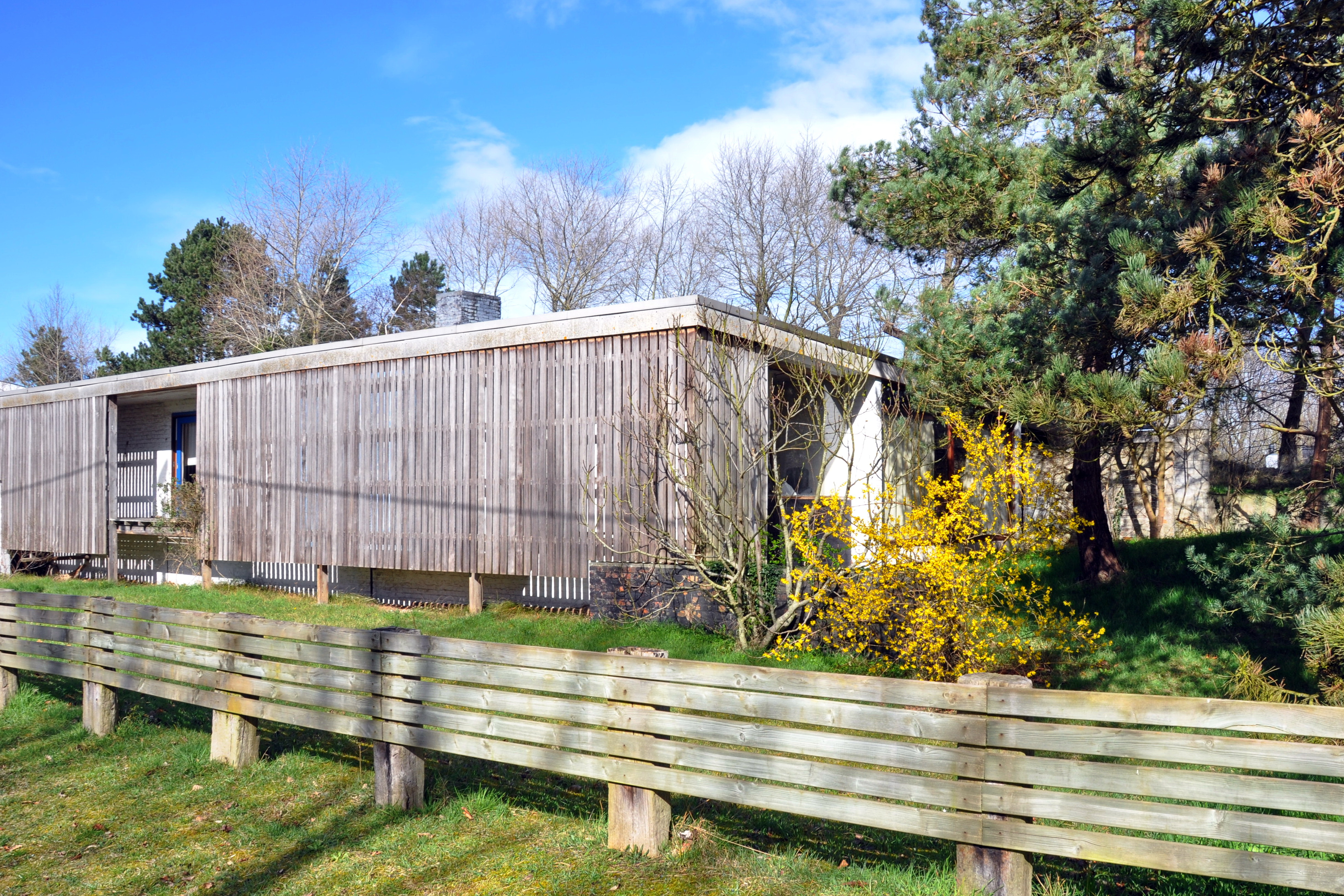
La maison de Callebout à Nieuport (1956)

Callebout est formé par son père, l'architecte Ernest Callebout et travaille avec lui de 1932 à 1952. En 1960-1962, il travaille avec l'architecte Fernand Sohier et en 1967-1968 avec l'architecte Piet Vierin.
En 1958, il participe à la conférence CIAM à Otterlo en tant que représentant belge. En 1967, il devient maître de conférence au Collège d'architecture de La Cambre. Il est membre de
- l'Association Belge des Urbanistes et Architectes
- l'Association centrale d'architecture de Belgique
- l'Institut de design industriel.

Callebout est un fervent partisan du style fonctionnel contemporain. Il construit principalement en bois: pavillons d'exposition, maisons, maisons de vacances, aménagement intérieur. En 1963, il reçoit le prix d'architecture du Nationaal Instituut voor de Huisvesting (avec Fernand Sohier) pour une maison de vacances en bois sur le Zeedijk à Zeebrugge. Les bâtiments conçus par Callebout se trouvent à Bruges, Ostende, Blankenberge, Nieuport, Gistel, Sint-Martens-Latem, Kraainem, etc.
Comme son père, il est membre des loges maçonniques et de l'association d'artistes brugeois De Maffia.

## Œuvres
Ci-dessous, il s'agit d'une liste non exhaustive des oeuvres de Peter Callebout. 
- 1949 : La maison Gérard commandée par l'illustratrice belge Yvonne Gérard, Namur.

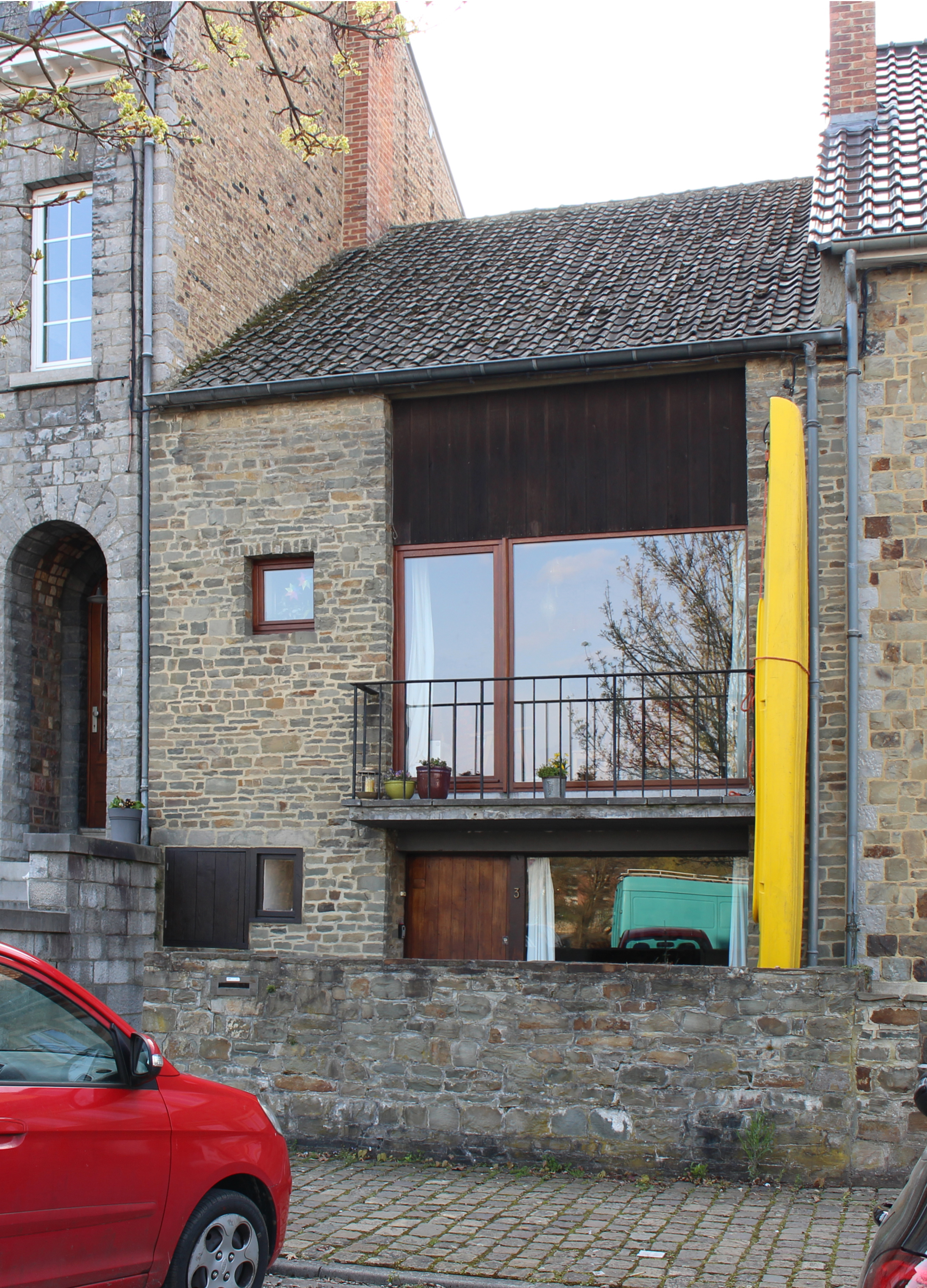
Photo de la Maison Gérard à Namur (1949)

- Photo de la Maison Gérard à Namur (1949)1956 : La maison de Callebout, Nieuport.